# کوکوربالسامینول ب
کوکوربالسامینول ب (انگلیسی: Cucurbalsaminol B) نوعی ترکیب شیمیایی با 31 اتم کربن است.